# Карлос Солер
Карлос Солер Бараган (на испански: Carlos Soler Barragán; испанско произношение Испански: [ˈkarlos soˈleɾ] роден на 2 януари 1997 г. във Валенсия) е испански футболист, играе като централен полузащитник и се състезава за френския Пари Сен Жермен.

## Успехи

### Валенсия
- Купа на краля: 2018/19

### Пари Сен Жермен
- Лига 1: 2022/23, 2023/24
- Купа на Франция: 2023/24
- Суперкупа на Франция: 2023

### Испания
- Европейски шампион до 19 г.: 2019
- Олимпийски Вицешампион Испания до 23 г.: 2021